# Міс Всесвіт 1954
«Міс Всесвіт 1954» — третій конкурс краси «Міс Всесвіт», що відбувся 24 липня 1954 року в муніципальному залі Лонг-Біч у Лонг-Біч, Каліфорнія, США.
Наприкінці заходу Крістіана Мартель з Франції коронувала Міріам Стівенсон зі США як «Міс Всесвіт 1954». Це була перша перемога Сполучених Штатів в історії конкурсу. Стівенсон стала першою «Міс Всесвіт», яка одночасно володіла титулами «Міс США» та «Міс Всесвіт».
Учасниці з тридцяти трьох країн змагалися у цьогорічному конкурсі. Ведучим конкурсу був Боб Рассел. Цього також була вперше представлена корона «Зірка Всесвіту», яка складалася з тисячі східних культивованих і чорних перлин, оправлених у чисте золото та платини, вартістю 500 000 доларів США. Корона також використовувалася протягом наступних шести видань конкурсу.

## Передісторія

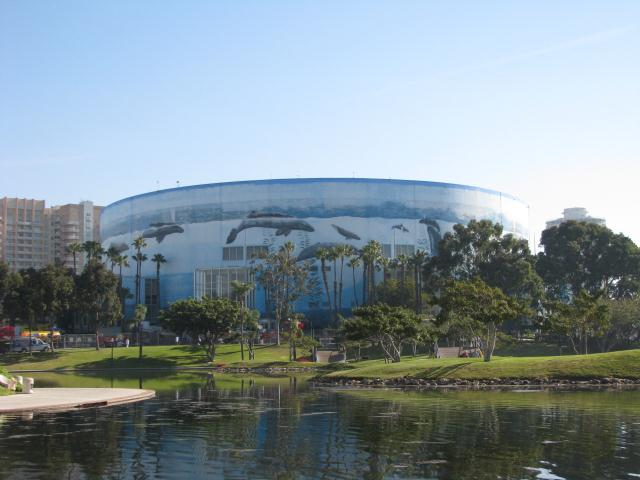
Муніципальна аудиторія Лонг-Біч, місце проведення конкурсу «Міс Всесвіт» 1954 року

### Відбір учасників
Для участі в конкурсі було відібрано учасниць з тридцяти трьох країн і територій. Двох учасниць було обрано на заміну початкового переможця, якого позбавили престолу.

#### Заміни
Ке Сун Хі, перша віце-міс конкурсу «Міс Корея 1954», була призначена на заміну Пу Рак Хі, учасниці конкурсу «Міс Корея 1954», після того, як останній було відмовлено у видачі візи для в'їзду до Сполучених Штатів через звинувачення у зв'язках з комуністичними групами. Те саме сталося з Рікою Діаліною, учасницею конкурсу «Зірка Еллади 1954», де її замінила перша віце-місниця Ефі Андрулакакіс після того, як вона позувала для книги грецького комуніста, попри відсутність власних комуністичних симпатій. Однак Джон Фостер Даллес, тодішній державний секретар США, втрутився у справу Діаліни, і через це Діаліна отримала тимчасовий дозвіл на в'їзд. Діаліна прибула до Лонг-Біч за кілька днів до попереднього конкурсу, що змусило Андрулакакіс відмовитися від участі в конкурсі. Організатори попросили Андрулакакіс залишитися в конкурсі як представниця Криту, але Андрулакакіс відмовилася. Хоча Андрулакакіс більше не є офіційною кандидаткою, її все ще називали «Міс Дружба». Амара Асавананда, яка посіла друге місце на конкурсі «Міс Таїланд 1953», була призначена на заміну «Міс Таїланд 1953» Анонг Атчаватхани через фінансові проблеми.

#### Дебюти, повернення та відмови
У 1954 році дебютували Аргентина, Бразилія, Коста-Рика, Сальвадор, Гондурас, Нова Зеландія, Сингапур, Південна Корея, Таїланд та Вест-Індія, а також повернулися Чилі, Куба, Гонконг та Ізраїль, які востаннє брали участь у конкурсі у 1952 році. Гертруда Капі'олані Міллер з Гаваїв знялася з участі з нерозголошених причин. Берта Елена Ландаета з Венесуели відмовилася від участі після того, як організатори конкурсу не змогли розкрити її місцезнаходження. Австрія, Данія, Південна Африка, Швейцарія та Туреччина знялися з участі після того, як відповідальні за проведення конкурсу організації не змогли провести національні змагання або призначити учасника.
Також очікувалося, що учасники з Гватемали та Нікарагуа візьмуть участь у конкурсі, але їхні уряди заборонили це робити через політичну нестабільність у Центральній Америці. Обидві країни почали брати участь у конкурсі у 1955 році.

## Результати

### Призові місця
| Призове місце    | Учасниця |
| ---------------- | --- |
| Міс Всесвіт 1954 | - Сполучені Штати — Міріам Стівенсон |
| 1-а віце-міс     | - Бразилія — Марта Роча |
| 2-а віце-міс     | - [[Файл:Шаблон:Прапор British Hong Kong\|20x13px\|British Hong Kong]] Гонконг — Вірджинія Джун Лі |
| 3-а віце-міс     | - Західна Німеччина — Регіна Ернст |
| 4-а віце-міс     | - Швеція — Рагнхільд Олауссон |
| Топ-16           | - Аргентина — Івана Кіслінгер - Чилі — Глорія Легісос Месіна - Коста-Рика — Маріан Есківель - Франція — Жаклін Бір - [[Файл:Шаблон:Прапор Kingdom of Greece\|20x13px\|Kingdom of Greece]] Греція — Ріка Діаліна - Італія — Марія Паліані - Норвегія — Мона Сторнес - Панама — Ліліана Торре - Перу — Ізабелла Леон - Філіппіни — Блесілда Окампо - Уругвай — Ана Морено |

| Нагорода              | Учасник                                                                                         |
| --------------------- | ----------------------------------------------------------------------------------------------- |
| Міс Дружба            | - [[Файл:Шаблон:Прапор Kingdom of Greece\|20x13px\|Kingdom of Greece]]Греція — Ефі Андрулакакіс |
| Міс Популярна Дівчина | - Бразилія — Марта Роча                                                                         |

## Конкурс

### Формат
Так само, як і в 1953 році, на попередньому відборі, який складався з конкурсу купальників та вечірніх суконь, було обрано шістнадцять півфіналісток. Кожна з шістнадцяти півфіналісток виступила з короткою промовою під час фінальної телетрансляції, використовуючи свою рідну мову. Після цього шістнадцять півфіналісток знову продемонстрували себе у купальниках та вечірніх сукнях, і зрештою було обрано п'ятьох фіналісток.

### Відбіркова комісія
- Пайпер Лорі — американська акторка[15]
- Джулі Адамс — американська акторка[15]
- Сюзан Болл — американська акторка[15]
- Ерл Вілсон — американський оглядач і журналіст[15]
- Том Келлі — американський фотограф[15]

## Учасники

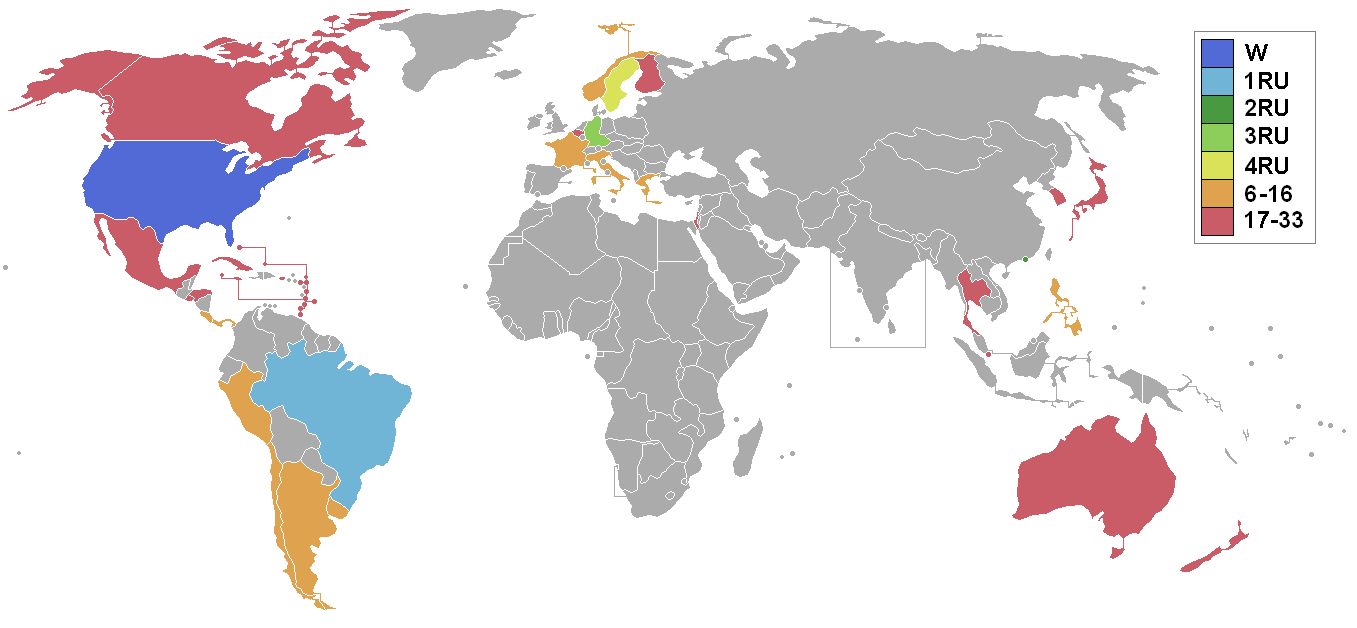
Країни та території-учасниці конкурсу «Міс Всесвіт 1954»

Тридцять три учасниці змагалися за титул.
| Країна                                                                        | Учасниця                | Вік | Рідне місто      |
| ----------------------------------------------------------------------------- | ----------------------- | --- | ---------------- |
| Аляска                                                                        | Чарлін Лендер           | 18  | Фербенкс         |
| Аргентина                                                                     | Івана Ольга Кіслінгер   | 22  | Темперлі         |
| Австралія                                                                     | Ширлі Бліс              | 20  | Наррандера       |
| Бельгія                                                                       | Крістіан Некертс        | 19  | Нодебе           |
| Бразилія                                                                      | Марта Роча              | 21  | Сальвадор        |
| Канада                                                                        | Джойс Мері Лендрі       | 20  | Торонто          |
| Чилі                                                                          | Глорія Легуісос         | 21  | Сантьяго         |
| Коста-Рика                                                                    | Маріан Есквівел         | 18  | Сан-             |
| Куба                                                                          | Айсіс Фінлей            | 20  | Гавана           |
| Сальвадор                                                                     | Мірна Рос Ороско        | 20  | Сан-Сальвадор    |
| Фінляндія                                                                     | Леніта Аірісто          | 18  | Гельсінкі        |
| Франція                                                                       | Жаклін Бір              | 21  | Буа-Колмб        |
| [[Файл:Шаблон:Прапор Kingdom of Greece\|20x13px\|Kingdom of Greece]] Греція   | Ріка Діаліна            | 22  | Іракліон         |
| Гондурас                                                                      | Лілліам Падія           | 21  | Тегусігальпа     |
| [[Файл:Шаблон:Прапор British Hong Kong\|20x13px\|British Hong Kong]] Гонконг  | Вірджинія Джун Лі       | 20  | Гонконг          |
| Ізраїль                                                                       | Авіва Пер               | 18  | Тель-Авів        |
| Італія                                                                        | Марія Тереза Пальяні    | 18  | Рим              |
| Японія                                                                        | Міеко Кондо             | 18  | Нагоя            |
| Мексика                                                                       | Ельвіра Кастійо         | 19  | Мехіко           |
| Нова Зеландія                                                                 | Моана Менлі             | 18  | Окленд           |
| Норвегія                                                                      | Мона Сторнес            | 19  | Осло             |
| Панама                                                                        | Лілліана Торе           | 18  | Панама           |
| Перу                                                                          | Ізабела Леон Веларде    | 18  | Ліма             |
| Філліпіни                                                                     | Блесільда Муелер Окампо | 18  | Маніла           |
| Пуерто-Рико                                                                   | Люсі Сантьяго           | 23  | Сан-Хуан         |
| [[Файл:Шаблон:Прапор British Singapore\|20x13px\|British Singapore]] Сінгапур | Марджорі Ві             | 21  | Сінгапур         |
| Південа Корея                                                                 | Ке Сун-Хі               | 19  | Сеул             |
| Швеція                                                                        | Ранхельд Олосон         | 19  | Стокгольм        |
| Таїланд                                                                       | Амара Асавананда        | 18  | Бангкок          |
| США                                                                           | Міріам Стівенсон        | 21  | Віннсборо        |
| Уругвай                                                                       | Ана Морено              | 22  | Монтевідео       |
| Західна Німеччина                                                             | Регіна Ернст            | 18  | Бремен           |
| Західна Індія                                                                 | Евелін Андраде          | 18  | Кінгстон, Ямайка |